# Biodiversity Heritage Library
Pour les articles homonymes, voir BHL.

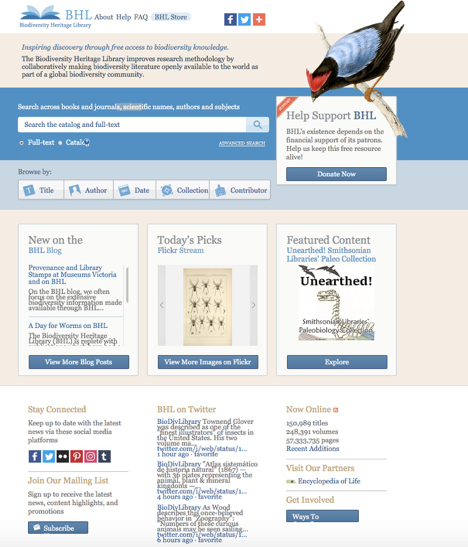
Capture d'ecran de 2021 du site web

Biodiversity Heritage Library (BHL) est un projet de numérisation de la littérature scientifique sur la biodiversité. Ce projet, qui a débuté vers 2005, était initialement limité à dix bibliothèques américaines et  britanniques ; deux autres bibliothèques américaines s'y sont ajoutées en 2009.
Après Gallica et AnimalBase, BHL était le troisième plus important projet de numérisation de la littérature de la biodiversité. BHL a entrepris ce qui fut bientôt appelé numérisation de masse. En 2008, l'importance de Gallica et AnimalBase a été atteinte et dépassée. En 2010, BHL est de loin le projet mondial de numérisation le plus important pour la littérature de la biodiversité.

## Composition de BHL
Pierre angulaire de l'Encyclopédie de la Vie, la Biodiversity Heritage Library est une collaboration entre 12 bibliothèques d'histoire naturelle. Les dix bibliothèques à l'origine du projet sont huit institutions américaines et deux institutions britanniques :
- American Museum of Natural History, New York ;
- Field Museum of Natural History, Chicago ;
- Université Harvard, Cambridge, Massachusetts :
  - bibliothèque de botanique,
  -  bibliothèque Ernst Mayr du Musée de zoologie comparative ;
- Laboratoire de biologie marine de l'Institut océanographique de Woods Hole ;
- Jardin botanique du Missouri, Saint-Louis ;
- Jardin botanique de New York ;
- Smithsonian Institution, Washington ;
- Musée d'histoire naturelle de Londres, Royaume-Uni ;
- Jardins botaniques royaux de Kew, Richmond, Royaume-Uni.

En mai 2009, deux nouveaux membres américains ont rejoint le consortium :
- l'Académie des sciences naturelles de Philadelphie,
- l'Académie des Sciences de Californie, San Francisco.

Initialement, le sigle « BHL » désignait uniquement le projet américano-britannique. En mai 2009, un projet partenaire européen « BHL-Europe » a été mis sur pied par un consortium de 28 bibliothèques européennes. Peu de temps après, un projet « BHL-Chine » a été lancé à Pékin, en collaboration avec l'Académie chinoise des sciences. Depuis lors, BHL au sens strict a été appelé « BHL-US/UK » (ou plus souvent seulement « BHL-US »), et le projet global a été désigné comme « BHL-Global », pour le distinguer de l'US / UK projet. Depuis 2010, l'appellation « BHL » tend à désigner le projet global.
Le projet global BHL est géré principalement par la Smithsonian Institution (Washington), le Musée d'Histoire naturelle de Londres et le Jardin botanique du Missouri. Six centres régionaux sont prévus. Outre l'Europe et la Chine, d'autres projets au Brésil, en Australie et en Égypte sont en phase préparatoire (début 2010).
Le portail BHL en ligne utilise l'interface Google Maps, AJAX, des nuages de mots-clés et des images selon la norme JPEG 2000, permettant une multi-résolution et un zoom panoramique.

## Quelques chiffres
En avril 2009, 13 millions de pages, soit quelque 11 000 ouvrages, étaient numérisées et, un an plus tard, le nombre de livres numérisés était compris entre 40 000 et 80 000, avec environ 30 millions de pages. Étant donné que seuls les livres libres de droits peuvent être numérisés et mis en ligne, l'effort est aujourd'hui principalement axé sur la littérature antérieure à 1920, certaines bibliothèques fixent même la limite à 1899. Ceci a pour conséquence que l'accès à la littérature botanique et zoologique d'avant 1900 est beaucoup plus aisé qu'à ce qui a été publié entre 1920 et 1990.

## Récompenses
En 2010, BHL a reçu la médaille John Thackray de la Society for the History of Natural History.